# Graeme Frislie
Graeme Frislie (* 2. Februar 2001 in West Glacier, Montana) ist ein Radsportler, der in seiner Karriere zunächst für Australien fuhr und nun für die Vereinigten Staaten antritt.

## Sportlicher Werdegang
Graeme Frislie wurde durch die Tour de France dazu inspiriert, sich selbst im Rennsport zu versuchen. Er wuchs in Bacchus Marsh und Ballarat in Victoria auf und besuchte dort die Schule. Er trat dem Sebastopol Cycling Club in Ballarat bei und gewann schon bald lokale Juniorenrennen. Er wechselte zum Brunswick Cycling Club, so dass ihn seine Eltern drei- bis viermal pro Woche zum Training nach Melbourne fahren mussten.
2019 gewann Frislie bei den Junioren-Weltmeisterschaften Silber im Omnium. Bei den Ozeanienmeisterschaften im selben Jahr gewann er im Junioren-Bereich mit Bill Simpson, Kael Thomas und Oliver Bleddyn in der Mannschaftsverfolgung den Titel sowie Silber im Scratch und im Omnium.
2021 wurde er australischer Meister der Elite in der Mannschaftsverfolgung. 2022 wurde er Ozeanienmeister in Ausscheidungsfahren und Mannschaftsverfolgung (mit Conor Leahy, James Moriarty und Josh Duffy) und Bronze im Omnium. Beim Lauf des Nations’ Cup 2022 in Milton gewann der australische Vierer mit Frislie, Moriarty, Duffy und Leahy; bei den Commonwealth Games belegte der australische Vierer mit Moriarty, Lucas Plapp, Duffy und Leahy in der Mannschaftsverfolgung Platz drei. 2023 wurde er gemeinsam mit Kelland O’Brien australischer Meister im Zweier-Mannschaftsfahren. Er entschied eine Etappe des Bay Cycling Classic für sich und belegte in der Gesamtwertung Platz zwei.
Ab 2025 startet Frislie für sein Geburtsland, die Vereinigten Staaten.

## Diverses
Frislie wird in Adelaide vom zweifachen Commonwealth Games-Goldmedaillengewinner Brett Aitken trainiert (Stand 2022).

## Erfolge

### Straße
2022
- eine Etappe Tasmanien-Rundfahrt

2023
- Australischer U23-Meister – Kriterium
- eine Etappe Bay Cycling Classic

### Bahn
2018
- Australischer Junioren-Meister – Mannschaftsverfolgung (mit Lucas Plapp, Bill Simpson und Jensen Plowright)
- Junioren-Ozeanienmeister 2019 – Zweier-Mannschaftsfahren (mit Oliver Bleddyn), Mannschaftsverfolgung (mit Bill Simpson, Kael Thomas und Oliver Bleddyn)
- Junioren-Ozeanienmeisterschaft 2019 – Scratch, Omnium
- Australischer Junioren-Meister 2019 – Omnium

2019
- Junioren-Weltmeisterschaft – Omnium
- Australischer Junioren-Meister – Scratch, 1000-Meter-Zeitfahren, Zweier-Mannschaftsfahren (mit Bill Simpson), Mannschaftsverfolgung (mit Joshua Heather, Harry Morgan und Bill Simpson)

2021
- Australischer Meister – Scratch, Mannschaftsverfolgung (mit Bill Simpson, Patrick Eddy und Jensen Plowright )

2022
- Australischer Meister – Ausscheidungsfahren, Omnium, Mannschaftsverfolgung (mit Blake Agnoletto, Jackson Hribar und Jordan Villani)
- Ozeanienmeister – Ausscheidungsfahren, Mannschaftsverfolgung (mit Conor Leahy, James Moriarty und Josh Duffy)
- Ozeanienmeisterschaft – Omnium
- Nations’ Cup 2022 in Milton – Mannschaftsverfolgung (mit James Moriarty, Josh Duffy und Conor Leahy)
- Commonwealth Games – Mannschaftsverfolgung (mit James Moriarty, Lucas Plapp, Josh Duffy und Conor Leahy)

2023
- Australischer Meister – Zweier-Mannschaftsfahren (mit Kelland O’Brien)
- Ozeanienmeisterschaft – Zweier-Mannschaftsfahren (mit Liam Walsh)
- Ozeanienmeisterschaft – Mannschaftsverfolgung (mit Liam Walsh, John Carter und James Moriarty)
- Australischer Meister 2024 – Omnium

2024
- Ozeanienmeisterschaften – Ausscheidungsfahren, Omnium, Mannschaftsverfolgung (mit John Carter, Conor Leahy und Liam Walsh)